# 塞爾希伊夫卡 (盧茨克區)
50°30′21″N 25°8′36″E / 50.50583°N 25.14333°E
塞爾希伊夫卡（羅馬化：Serhiivka）是烏克蘭西部沃倫州盧茨克區的村落。面積6平方公里，海拔高度224米，2001年人口90，人口密度每平方公里15人。